# 위로공단
"위로공단"(Factory Complex)은 한국에서 제작된 임흥순 감독의 2014년 다큐멘터리 영화이다. 신순애 등이 주연으로 출연하였고 김민경 등이 제작에 참여하였다.

## 출연

### 주연
- 신순애
- 이총각
- 이기복
- 김영미
- 강명자

## 기타
- 제작실장: 유숙
- 제작지원: 윤성재
- 촬영부: 이성중
- 촬영부: 강종수
- 촬영부: 이알찬
- 촬영부: 이주환
- 촬영부: 김재섭
- 조명: 김명관
- 조명: 유석문
- 조명부: 김수웅
- 조명부: 이수남
- 조명부: 권혁구
- 그립: 홍의수
- 키그립: 정훈
- 조연출: 신은희
- 조연출: 정엄지
- 연출부: 백경민
- 연출부지원: 박지수
- 연출부지원: 송지은
- 연출부지원: 김현정
- 음향편집: 서영준
- 음향효과: 박인해
- 붐오퍼레이터: 전영기
- 붐오퍼레이터: 백종열
- 믹싱: 김기탁
- 사운드: 김창훈
- 사운드슈퍼바이저: 서영준
- 시각효과: 구인회
- 마케팅총괄: 정상진
- 마케팅책임: 주희
- 광고디자인: 김병훈
- 광고디자인: 박시영
- 광고디자인: 안대호
- 광고디자인: 장승민
- 광고디자인: 이창주
- 디지털 색보정: 신정민
- 스틸촬영: 김익현
- 음향부문: 이민섭
- 음향부문: 안기성
- 마케팅부문: 박혜진
- 마케팅부문: 정동호
- 마케팅부문: 최유리
- 마케팅부문: 박정언
- 마케팅부문: 연다솔
- 마케팅부문: 연다솔
- 마케팅부문: 하수정
- 마케팅부문: 박윤선
- 마케팅부문: 조성경
- 예고편: 정상화
- 예고편: 최용진
- 통역: SOEUM MARIYA
- 통역: HAY LIDETH
- 통역: 이범석
- 번역: 권유라
- 번역: SOEUM MARIYA
- 보험: 안용진
- 자문: 오경주